# Улица Николая Трублаини (Киев)
Улица Николая Трублаини (укр. Вулиця Миколи Трублаїні) — улица в Святошинском районе города Киев. Начинается с Кольцевой дороги (М07) и идёт на северо-восток, где после пересечения с улицей 9-го мая имеет два ответвления: до улицы Мира и до улицы Якова Качуры. Названа в честь украинского писателя и журналиста Николая Трублаини. До 1974 года имела название Пролетарская.

## Транспорт
На самой улице нет остановочных пунктов общественного транспорта, но в 100 метрах от её начала располагается станция «ул. Николая Трублаини», на которой останавливаются автобусы (маршруты 56, 306, 374, 717, 718, 777, 904) и маршрутные такси (маршруты 208, 461, 574). На улице Симеренко, с которой пересекается улица Николая Трублаини, располагается станция скоростного трамвая (маршруты Т1 и Т2).

## Инфраструктура
На улице расположены несколько магазинов, СТО, АЗС, небольшое кафе, ветеринарная клиника.